# Lake O’Hara
Der Lake O’Hara ist ein Gebirgssee in den Höhenlagen des Yoho-Nationalparks in der kanadischen Provinz British Columbia.

## Lage
Der See liegt westlich der nordamerikanischen kontinentalen Wasserscheide, in der Southern Continental Ranges, einer Teilkette der Kanadischen Rocky Mountains. Die kanadische Provinz Alberta und der Banff-Nationalpark liegen östlich des Sees. Über den östlich des Sees liegenden Abbot Pass verläuft eine Route zum Lake Louise.
Der See ist über eine Busverbindung erreichbar.